# Pilkalampinoppi
Pilkalampinoppi je hora ve Švédsku, leží v kraji Gävleborg, v Orsa Finnmark, což je severovýchodní oblast Dalarny. Nadmořská výška vrcholu hory je 645 metrů. Na vrcholu stojí historická strážní věž, jež je atraktivní pro turisty.

## Vyhlídková strážní věž

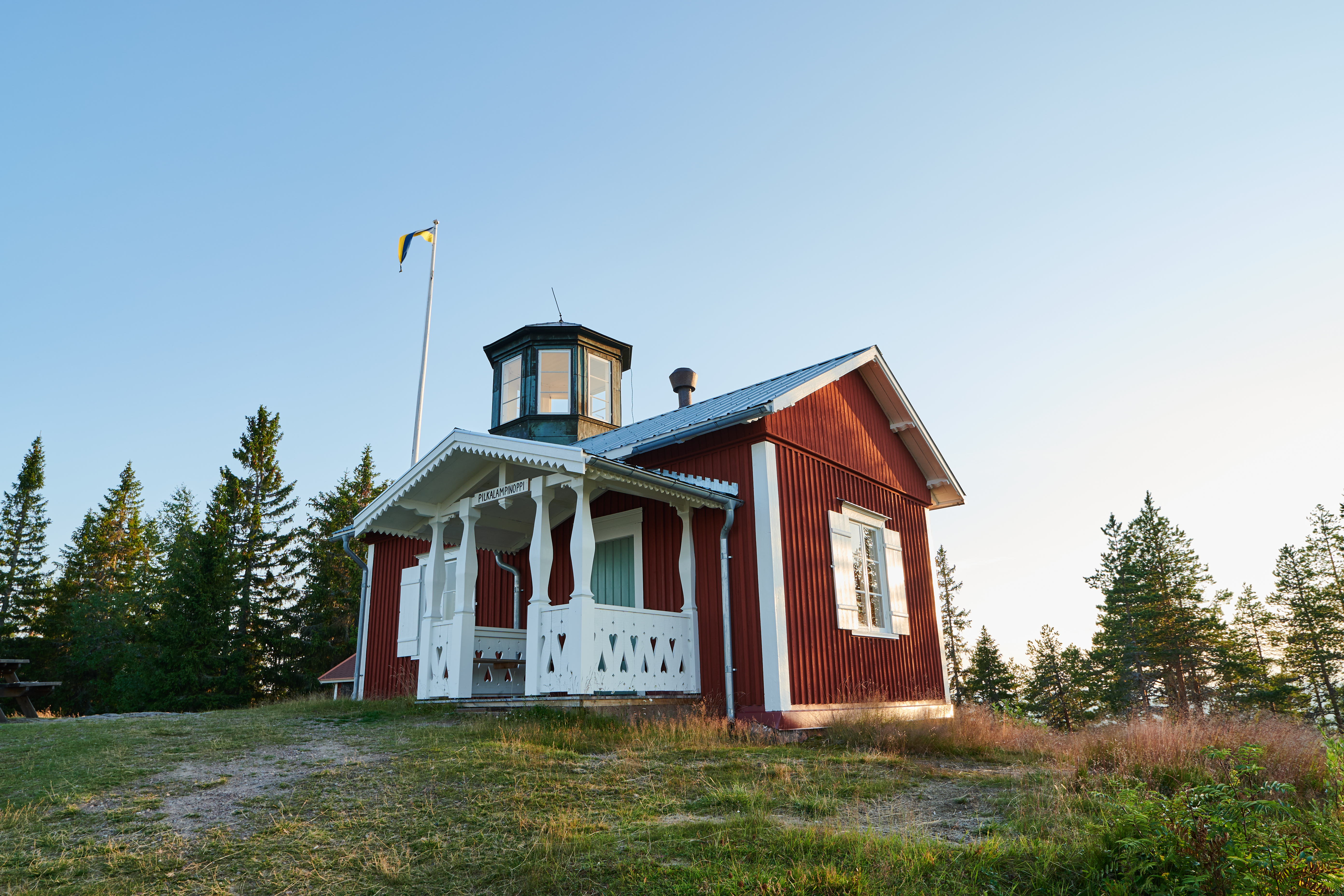
Historická strážní věž s rozhlednou

V roce 1888 velký požár zdevastoval okolní lesní plochy o rozloze 1900 ha. Po tomto požáru se majitelé pozemků v Orse rozhodli pro lepší ochranu svých rozsáhlých lesů, proto byla v roce 1889 na vrcholu této hory postavena první švédská strážní protipožární věž. Brzy poté byly ve Švédsku postaveny další podobné věže. Od roku 1890 byli v kritických letních měsících do věží najímáni pozorovatelé ohlašující požáry. Od druhé poloviny 20. století se krajina monitoruje letecky.   Věž, jejíž historie je stručně popsána uvnitř objektu, je pro návštěvníky otevřena celoročně a nabízí hezký výhled do krajiny. Barva věže je typická švédská: falunská červená, v originále falu rödfärg. Venku mají turisté k dispozici altán, lavičky, místo na grilování, zdroj vody a suchý záchod. Celá oblast je spravována sdružením majitelů.